# Windows Server 2008 R2
Windows Server 2008 R2 (eerder ook bekend als Windows 7 Server) is de versie van Windows Server die Windows Server 2008 opvolgt. De beide versies zijn echter naast elkaar verkrijgbaar. Windows Server 2008 R2 is gebaseerd op Windows 7 en sinds 22 oktober 2009 verkrijgbaar op de markt. Het is het eerste besturingssysteem van Microsoft dat alleen op 64-bits processors werkt. De verbeteringen die zijn aangebracht zijn onder andere nieuwe functionaliteit voor Active Directory, nieuwe onderdelen in virtualisatie en beheer, versie 7.5 van de Internet Information Services (IIS) web server en ondersteuning voor tot en met 256 logische processors.
Er zijn zeven edities: Foundation, Standard, Enterprise, Datacenter, Web, HPC Server en Itanium, en ook Windows Storage Server 2008 R2.
Windows Server 2008 R2 is opgevolgd door Windows Server 2012.

## Systeemvereisten
De systeemvereisten voor Windows Server 2008 R2 zijn als volgt:
Processor
1.4 GHz x86-64 of Itanium 2 processor
Memory
Minimum: 512 MB RAM (Kan prestaties beperken en sommige onderdelen)
Aanbevolen: 2 GB RAM
Maximum: 8 GB RAM (Foundation), 32 GB RAM (Standard), of 2 TB RAM (Enterprise, Datacenter en Itanium)
Display
Super VGA (800 x 600) of hoger
Vereisten voor harde schijf ruimte
Minimum (edities hoger dan Foundation): 32 GB of meer
Minimum (Foundation editie) 10 GB of meer.
Computers met meer dan 16 GB RAM hebben meer schijfruimte nodig voor paging en dumpbestanden.
Overige
DVD speler, toetsenbord en muis, Internettoegang (benodigd voor updates en online activatie)